# Urbanität
Urbanität (lateinisch: urbanitas, abgeleitet von urbanus: „städtisch“, im Weiteren von urbs: „Stadt“, im Besonderen von urbs Romæ: das antike Rom) bezeichnet eine Reihe von  Zuschreibungen zur Analyse, Charakteristik oder Ontologie der Stadt, des „Städtischen“, der Stadtbewohner und ihrer Kultur, gerade auch ihrer Baukultur, Lebensführung, sozialräumlichen Strukturen, Milieus und Gemeinschaften.
Der Begriff ist ein vielschichtiger Gegenstand von Diskursen, Theorien, Kategorisierungen und Konzepten. Er bezieht sich auf ein weites Feld von Bedeutungen im Zusammenhang mit gebauter und gesellschaftlicher Stadt, insbesondere auf in Städten praktizierte Kulturtechniken und auf Ideale oder Merkmale wie Bildung, Ordnung und Unordnung, Toleranz, Freiheit, Indifferenz, soziale Distanz, Vernetzung, Diversität, Interkulturalität, Weltläufigkeit, Aufgeschlossenheit, Bürgersinn, feines Wesen, Raffinesse, Intellektualität, Kreativität, Sexualpräferenz, Höflichkeit, Eleganz und Schönheit sowie deren Ausdruck in Städtebau, Infrastruktur, Architektur, Innenarchitektur, Kunst, Kunsthandwerk, Mode, Politik, Lebensstil, Sexualpraktik, Sprache, Habitus und Umgangsformen. Seit jeher dient der Begriff der Abgrenzung des städtischen Lebens vom Leben auf dem Lande oder in Kleinstädten. Gegenbegriffe sind daher etwa „Rustikalität“, „Hinterwäldlertum“ und „Provinzialismus“. Das zugehörige Adjektiv ist urban, dessen Gegenbegriffe sind „rustikal“, „ländlich“, „provinziell“, „dörflich“, „bäurisch“ oder (bildungssprachlich) „böotisch“.
Der Vorgang der Urbanisierung bezeichnet dagegen die Verdichtung und Vergrößerung menschlicher Siedlungen. Die Urbanistik beschäftigt sich als interdisziplinäre Wissenschaft mit dem Studium von Städten.

## Rhetorik
Urbanität (urbanitas) war in der Rhetoriklehre der römischen Antike, des Mittelalters und der Renaissance eine zentrale Stil- und Sprachqualität. Sie meinte eine verfeinerte Eleganz des Stils, den subtilen, distanzierten Witz, den schlagenden, pikanten Ausdruck. Hergeleitet von den lateinischen Begriffen homo urbanus („Städter“), urbanus homo („Schöngeist“) und  sermo urbanus („Stadtlatein“) verweist sie auf die literarisch verfeinerte Sprachkultur der gebildeten Schichten des antiken Roms, welche sich vom einfacheren, dialektalen Latein der Landbevölkerung, dem sermo rusticus, oder dem Vulgärlatein der Plebejer, dem sermo plebeius, unterschied.

## Pädagogik

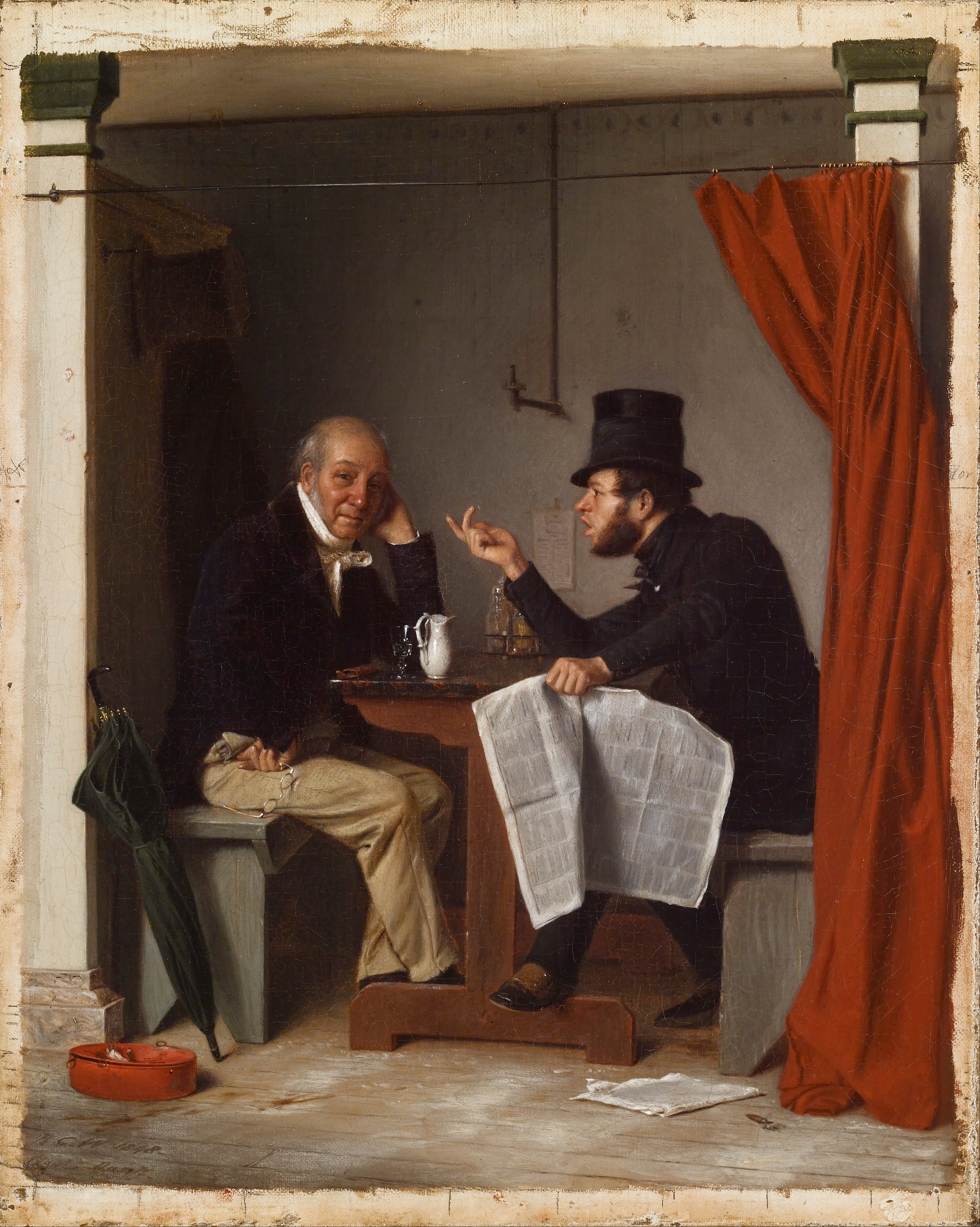
Politics in an Oyster House (Politik in einem Austerhaus), Düsseldorf 1848 – Das Gemälde von Richard Caton Woodville, das zwei verschiedene Typen von Stadtbewohnern bei einer politischen Konversation zeigt, drückt bürgerliche Streitkultur und die Entstehung einer öffentlichen Meinung als Phänomene der Urbanität des 19. Jahrhunderts aus.

Der Pädagoge Johann Heinrich Pestalozzi stellte 1785/1786 fest, dass ein kultivierter Mensch mit Witz und Spott umgehen könne, „weil er immer in den Schranken der guten Lebensart bleibt und nie plump und baürisch wird“. Diese Eigenschaft, die in gewisser Weise an das in England geprägte Konzept des Gentleman erinnert, nannte er „Urbanitet“. Insbesondere ordnete er ihr die Fähigkeit zu, eine gepflegte Unterhaltung zu führen, ohne Einseitigkeit und Enthusiasmus in den Standpunkten und mit einer gewissen Unabhängigkeit von ökonomischen und finanziellen Verstrickungen (→ Streitkultur). Daran anknüpfend verstand das beginnende 19. Jahrhundert unter Urbanität eine „feine Lebensart“ oder „Höflichkeit und Artigkeit“.

## Soziologie
Urbanität wird soziologisch als kultivierte, bildungs-, reflexions- und technikorientierte Gesinnung, Attitüde bzw. Prägung bei Verhaltens- und Lebensweisen festgestellt, wie sie besonders in einer Groß- oder Weltstadt entstehen und sichtbar werden können: in kritisch-kühlem, wendigem, distanziertem Verhalten des sich in zahlreichen sozialen Rollen bewegenden und informierten Großstädters im Gegensatz zum unkundig-einspurigen „provinziellen“ Verhalten der Landbevölkerung. Soziologisch wird Urbanität daher als ein Phänomen der „Stadtkultur“ und des „städtischen Lebens“ verstanden, deren Niedergang – wie das Ende der Antike zeigt – epochale Auswirkungen haben kann.

## Geographie
Urbanität beschreibt in der Sozialgeographie einerseits die durch funktionale Differenzierung gekennzeichnete Stadt, andererseits im sozialwissenschaftlichen Sinne eine durch städtische Lebensweisen geprägte Alltagswelt. Urbanität umschließt somit sowohl städtebauliche als auch funktionale, sozio-kulturelle und sozio-ökonomische Elemente einer Lebensumwelt, die als „typisch städtisch“ interpretiert werden kann.

## Architektur und Städtebau

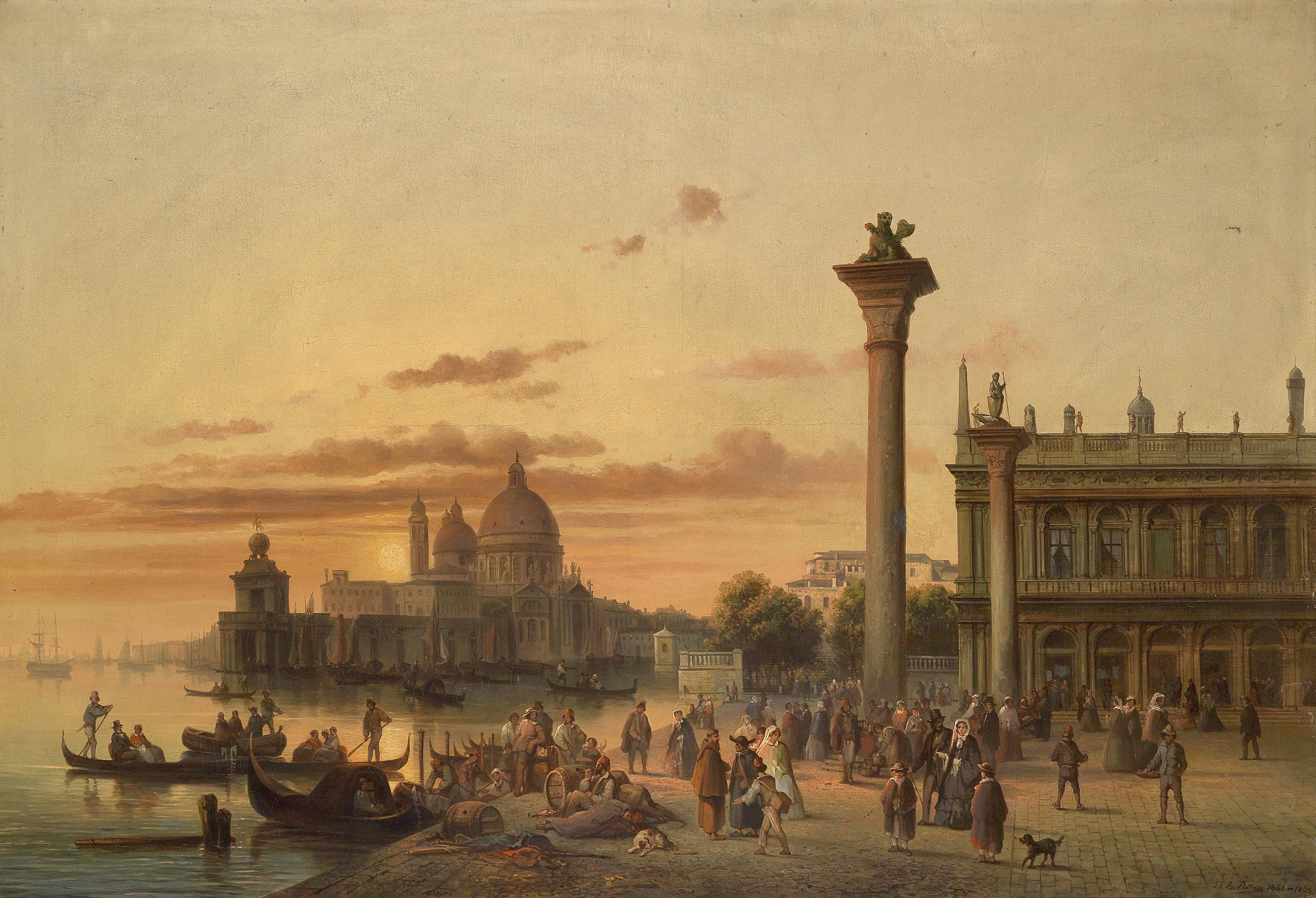
Urbanität der Mole und Piazzetta am Markusplatz in Venedig, dargestellt in einem Gemälde von Josef Püttner, um 1862

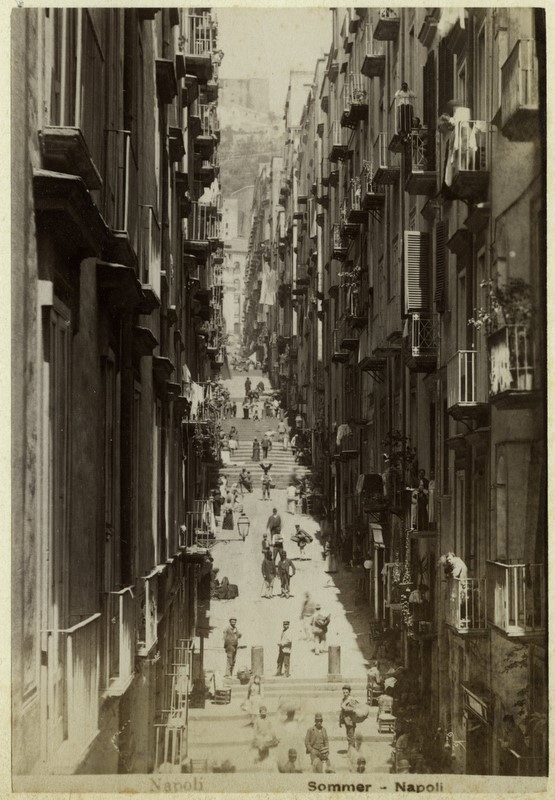
Urbanität einer Straße in Neapel, Foto von Giorgio Sommer, 19. Jahrhundert

Als Zielkategorie umfasst Urbanität hier vor allem die Förderung funktionaler, baulicher, sozialer und kultureller Vielfalt und Mischung, die Ausprägung unterschiedlicher Sozialräume und Milieus (einschließlich spezifischer Räume und Milieus von Sub- und Gegenkulturen), die Wahrung und Differenzierung privater und öffentlicher Räume mit „Aufenthaltsqualität“ und „städtischer Architektur“ (→ Stadtbaukunst) sowie die Wahrnehmbarkeit der Geschichtlichkeit, Authentizität und Identität der Stadt, Stadtteile und Stadträume (→ genius loci, Atmosphäre, Wahrzeichen). Wahrgenommen wird Urbanität durch die den Eindruck von Stadt hervorrufende Anmutung eines Raums (→ Stadtbild). Sie ergibt sich aus bestimmten Mustern baulicher Strukturen – oft nicht vollständig artifiziell, sondern im Zusammenwirken mit natürlichen Faktoren wie Relief, Vegetation (Begrünung), Gewässer und Klima, zuweilen auch mit Ausblicken auf die (Stadt-) Landschaft – und aus bestimmten Mustern von Funktionen bzw. der Benutzung eines Raums durch Menschen und ihre Interaktionen. Stimmen die wahrgenommenen Muster mit dem überein, was eine Person oder eine Mehrzahl von Personen als typisch städtisch („urban“) begreift, wird dem entsprechenden Raum Urbanität zugesprochen.

### Urbanität durch Dichte
In der Nachkriegsdiskussion zur Stadtentwicklung in Deutschland hat 1960 der Vortrag Edgar Salins beim Deutschen Städtetag in Augsburg mit dem Titel Urbanität erheblichen Einfluss auf die Städtebaudiskussion der 1960er Jahre und danach gehabt. Obwohl Salin auf die besondere Qualität der aufgeklärt-bürgerlichen Stadt sowie ihre Kultur und gesellschaftliche Lebensform abgestellt hatte, wurde der Begriff Urbanität im weiteren Verlauf ins Technische gewendet und auf die städtebaulich-räumliche Struktur verengt. Dabei wurde unterstellt, dass Urbanität sich (vorrangig) durch städtebauliche Dichte ergebe und etwa im Maß der baulichen Nutzung oder in der Bevölkerungsdichte zu messen sei. Unter dem Schlagwort Urbanität durch Dichte wurden in Deutschland – gefördert durch das „Wirtschaftswunder“ und einen starken Glauben an die Kräfte des technischen Fortschritts – ab der zweiten Hälfte der 1960er Jahre Großwohnsiedlungen und – als „Städte am Rande der Städte“ nach dem Raumordnungskonzept der Dezentralen Konzentration – „Entlastungsstädte“ errichtet (→ Neuperlach, Neue Stadt Hochdahl, Neue Stadt Wulfen), in denen eine höhere Verdichtung durch großmaßstäbliche Bauformen angestrebt war (→ Satellitenstadt, Trabantenstadt, Entlastungszentrum). Auch eine Novelle der Baunutzungsverordnung trug 1968 dem Leitbild Urbanität durch Dichte Rechnung, indem in der Bauleitplanung höhere Baudichten ermöglicht wurden. Das neue Leitbild propagierte „Verdichtung“ und „Verflechtung“ und löste damit das Konzept der gegliederten und aufgelockerten Stadt ab, das den Städtebau der Moderne bis dahin bestimmt und im Sinne der Charta von Athen (CIAM) eine „Entflechtung“ der Funktionen und städtebauliche Ordnungsschemata der „Entdichtung“ vertreten hatte („Licht, Luft und Sonne“).

### Urbanitätsverlust als Kritik

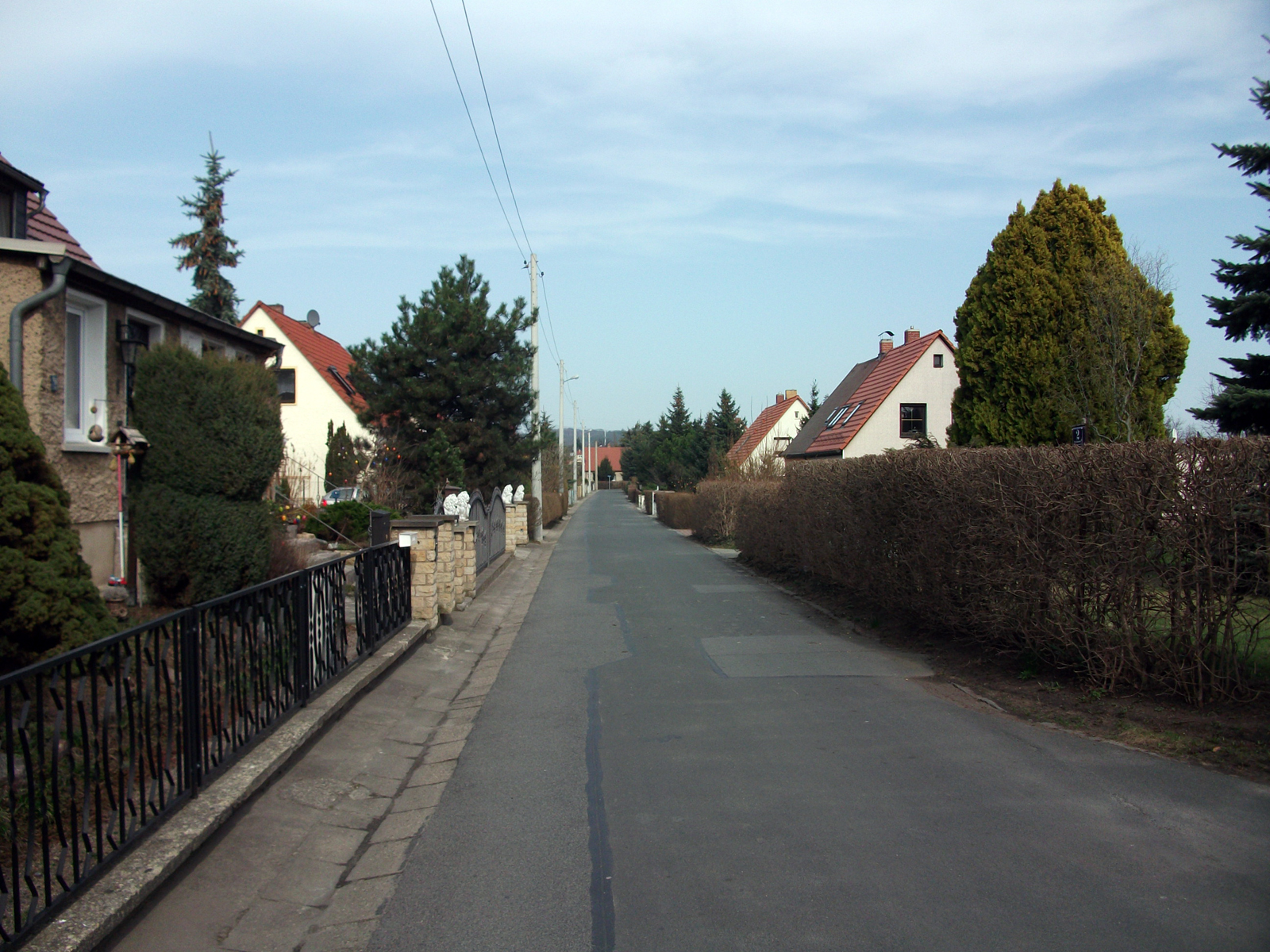
Geringere Urbanität in einer Wohnsiedlung am Rande Dresdens, 2010

Ein Verlust oder ein Fehlen von Urbanität ist seit den 1960er Jahren ein häufiges Thema der Städtebau- und Architekturkritik, so etwa in Bezug auf Wiederaufbau, Funktionalismus und  Nachkriegsmoderne in Europa bei Alexander Mitscherlich, der – ohne den Begriff Urbanität zu verwenden – 1965 Die Unwirtlichkeit unserer Städte anklagte, oder bei Jane Jacobs, die in ihrem Hauptwerk The Death and Life of Great American Cities 1961 eine in vielen Punkten ähnliche Kritik in Bezug auf große Städte in den Vereinigten Staaten vortrug. In den 1970er Jahren kulminierte die Kritik in Kampagnen des Deutschen Städtetages unter den Slogans Rettet unsere Städte jetzt (1970) und Wege zur menschlichen Stadt (1973). Als Antwort auf die „Krise der Stadt“ und die „Verödung der Innenstädte“ avancierte Urbanität zu einem Sammelbegriff von Vorstellungen, die mit einer Rückbesinnung auf traditionelle Qualitäten der „europäischen Stadt“ und einem damit konnotierten Lebensgefühl verknüpft waren. Protagonisten der Postmoderne trugen im Zuge ihrer Architekturkritik dazu bei, Urbanität bzw. „neue Urbanität“ zu einem Leitbild einer ästhetischen Auffassung von Stadt zu prägen (→ New Urbanism).

### Neue Urbanität
Nach Jahrzehnten des Vorherrschens von Prozessen der Suburbanisierung und Desurbanisierung wird in den letzten Jahren eine Trendumkehr beobachtet („Renaissance der Städte“, „Renaissance des Wohnens in der Innenstadt“), die Wissenschaft und Medien – in der Folge einer Neubewertung der Stadtkultur durch die New Urban Sociology der 1970er Jahre – auch als „neue Urbanität“ (Hartmut Häußermann, Walter Siebel) bezeichnen. Gekennzeichnet ist dieser Paradigmenwechsel durch eine „Rückbesinnung auf Traditionen der Stadtgestaltung“, Stadtumbau, Reurbanisierung, Gentrifikation und Metropolisierung (→ Theorie der Kreativen Klasse, Wissensgesellschaft, Glokalisierung, Urban Scaling). In einer Europäischen Städtecharta stellte der Kongress der Gemeinden und Regionen des Europarates 2008 ein „Manifest für eine neue Urbanität“ vor.
Eine eigene Bewegung in diesem Kontext ist der Neue Urbanismus. Kritik an der Moderne führte seit den 1980er Jahren zu einer Urbanismusbewegung (die u. a. mit Team 10 ihren Anfang nahm) und zur Reaktivierung von Konzepten der Blockrandbebauung (Stadtreparatur, behutsame Stadterneuerung) und der Mischnutzung von Quartieren und, damit einhergehend, einer neuen planerischen Betonung des Gesichtspunkts städtischer Dichte. Die so entwickelten Planungen wurden als Konzepte bewertet, die Vorzüge städtischen Lebens mit sozialer und wirtschaftlicher Durchmischung und mit einer erheblichen Einsparung von Ressourcen (etwa im Hinblick auf Anfahrtswege, Heizkosten und Infrastrukturkosten) verbinden und daher Siedlungskonzepten der Moderne (zum Beispiel dem Konzept der Trabantenstadt) überlegen sind.